# Vương Thúc Mậu
Vương Thúc Mậu (1822 – 1886), là một sĩ phu trong phong trào Cần vương.

## Cuộc đời
Vương Thúc Mậu quê ở làng Hoàng Trù, tổng Lâm Thịnh, huyện Nam Thanh, nay thuộc xã Kim Liên, huyện Nam Đàn, tỉnh Nghệ An, đỗ Tú tài năm 1850 thời vua Tự Đức.
Năm 1885, ông hưởng ứng Chiếu Cần vương, được vua Hàm Nghi ban ấn, kiếm. Ông xây dựng căn cứ ở Xứ Chung, tổ chức chống trả nhiều đợt càn quét của Pháp. Lực lượng nghĩa quân do ông chỉ huy được gọi là "Chung Nghĩa binh".
Năm 1886, quân Pháp tập trung tấn công Xứ Chung, ông trúng đạn hy sinh. Một số nghĩa quân do Nguyễn Sinh Quyến dẫn đầu đi vào Hà Tĩnh tham gia nghĩa quân Hương Khê của Phan Đình Phùng.

## Gia đình
Con trai độc nhất của ông là tú tài Vương Thúc Quý, cháu là Vương Thúc Oánh đều tham gia các phong trào yêu nước, giải phóng dân tộc.

## Tưởng nhớ
Tên của ông được đặt cho một con đường ở thành phố Vinh, Nghệ An. Đường Vương Thúc Mậu là con đường tập trung nhiều quán cà phê, trung tâm vui chơi của thành phố.
Sách Bài ngoại liệt truyện có ghi bài thơ điếu ông:
| Phiên âm: Lăng lăng kỳ khí tỉ Kỳ sơn Bất tử ninh dung nghịch lỗ hoàn. Tá vấn phần lăng hà xứ tại? Tả biên Hồng Lĩnh hữu Kim Nhan. | Bản dịch: Lâng lâng khí lạ sánh tày non, Chưa chết làm cho giặc mất hồn. Muốn hỏi mồ ông đâu đó nhỉ? Tả thì Hồng Lĩnh, hữu Kim Nhan. |